# ساموئل روی برستون
ساموئل روی برستون (انگلیسی: Roy Burston; ۲۱ مارس ۱۸۸۸ – ۲۱ اوت ۱۹۶۰) فرد نظامی اهل استرالیا بود. وی همچنین برندهٔ جوایزی همچون نشان امپراتوری بریتانیا و نشان حمام شده‌است.